# Порок на сърцето
Порок на сърцето (или клапен порок) е заболяване, при което клапите на сърцето не се затварят плътно и така кръв от предсърдията влиза в камерите. Движението може да бъде забавено, нарушено, ускорено или да има ненормален ход, минавайки от левите кухини в десните.
Порокът на сърцето може да бъде вроден или придобит, като разновидностите на заболяването са много – стигат до 50 на брой. Според статистиката едно на всеки 100 деца се ражда с този проблем.

## Видове

### Вроден порок на сърцето
Представлява възникнал вътрешно-утробен анатомичен дефект, който се изразява в нарушение на правилния строеж на сърцето или на съдовете на сърцето. Вроденият порок на сърцето е най-често срещаната форма на вродени дефекти при новородените деца, който засяга едно на сто от бебетата.
Причините за вродени пороци на сърцето могат да бъдат най-различни – заболявания на майката, фактори на околната среда, генетични заболявания и неизвестни фактори. Приемът на някои лекарства по време на бременност, употребата на алкохол, заразяване с рубеола са опасни предразполагащи фактори.

### Придобит порок на сърцето
Той най-често е резултат от хронично-рецидивиращ ревмокардит. Ревматичният възпалителен процес деформира сърдечните клапи и стеснява сърдечните отвори. Постепенно се разрушава изпомпващата му функция, появява се застой в малкия кръг и кръвообращението се нарушава. Други често срещани причини са ревматизъм и възрастови промени на клапния апарат.

## Симптоми
Един от най-характерните симптоми при порок на сърцето е внезапното учестяване на сърдечния пулс, който може да стигне над 160 удара в минута или да се появи усещане за прескачане на сърцето.
Симптомите при вродения порок на сърцето са свързани с вида и тежестта на получените сърдечни дефекти. Някои деца нямат никакви симптоми, докато други могат да развият недостиг на въздух, припадъци, нарушен апетит, проблеми в растежа, болки в гърдите, синкаво оцветяване на кожата (в резултат от ниските нива на кислород). Дефектът в междусърдните прегради може да е съпроводен с малко симптоми или въобще да не се прояви с никакви симптоми. Вроденият порок на сърцето може да остане недиагностициран в продължение на десетилетия.
При придобития клапен порок симптомите се разделят в четири основни групи:
- липса на оплаквания;
- оплаквания при по-тежки физически действия;
- оплаквания при леки физически действия;
- оплаквания при покой.

Първите симптоми на състоянието са обща отпадналост, задух, умора, сърцебиене.

## Диагностициране на порок на сърцето
Всички видове на вродения порок на сърцето се оформят още преди раждането на детето, но въпреки това, само в някои случаи вроденият порок на сърцето може да се забележи още по време на бременността.
Диагнозата се поставя в първата седмица от бременността при 40 – 50% от случаите. В 50 – 60% от останалите случаи порокът се диагностицира след раждането и през първия месец от живота на детето. В останалите случаи се открива в по-късен етап от живота.
Диагностиката на придобитите клапни пороци започва още от личния лекар, защото много често при пороците се забелязва патологичен шум в сърцето. Следва потвърждение от специализиран лекар чрез назначаването на ехокардиография, а когато се налага – компютърна томография или ядрено-магнитен резонанс.